# ستانفورد (كاليفورنيا)
ستانفرد (بالإنجليزية: Stanford)‏ هي مدينة في ولاية كاليفورنيا في الولايات المتحدة الأمريكية.

## أعلام
- أدريان كوستا
- آن باكر
- إدوارد تيلر
- أندرو دايموند
- جون غال
- جلين لاينديكير
- ريتشارد تيلور
- جون مكارثي
- ويليام شوكلي
- بول كوهين
- ألان في. كوكس